# قناع جاي فوكس

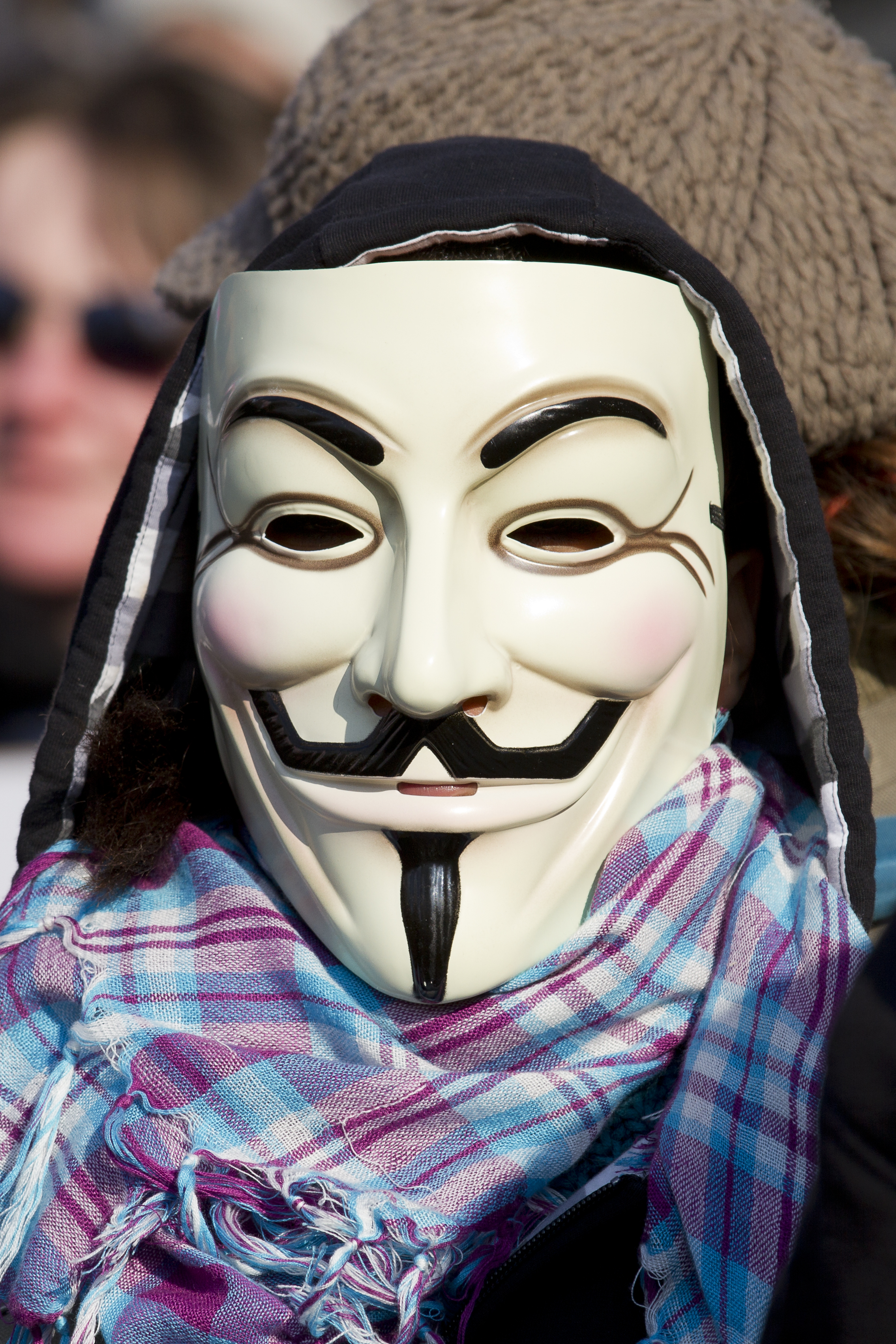
متظاهر يرتدي قناع جاي فوكس

قناع جاي فوكس قناع يصور أحد أعضاء مؤامرة البارود وهو جاي فوكس الذين حاولوا تفجير مجلس اللوردات في لندن عام 1605م بعد أن أرخى الملك البريطاني جيمس الأول قوانين الحظر والتي تعرضت للكاثوليك بالغرامات والاعتقال والموت. واستخدام هذا القناع على شكل دُمى له جذور طويلة كارتدائه في ليلة البون فاير أو كما تسمى أيضاً ليلة جاي فوكس.